# Tandy 1000

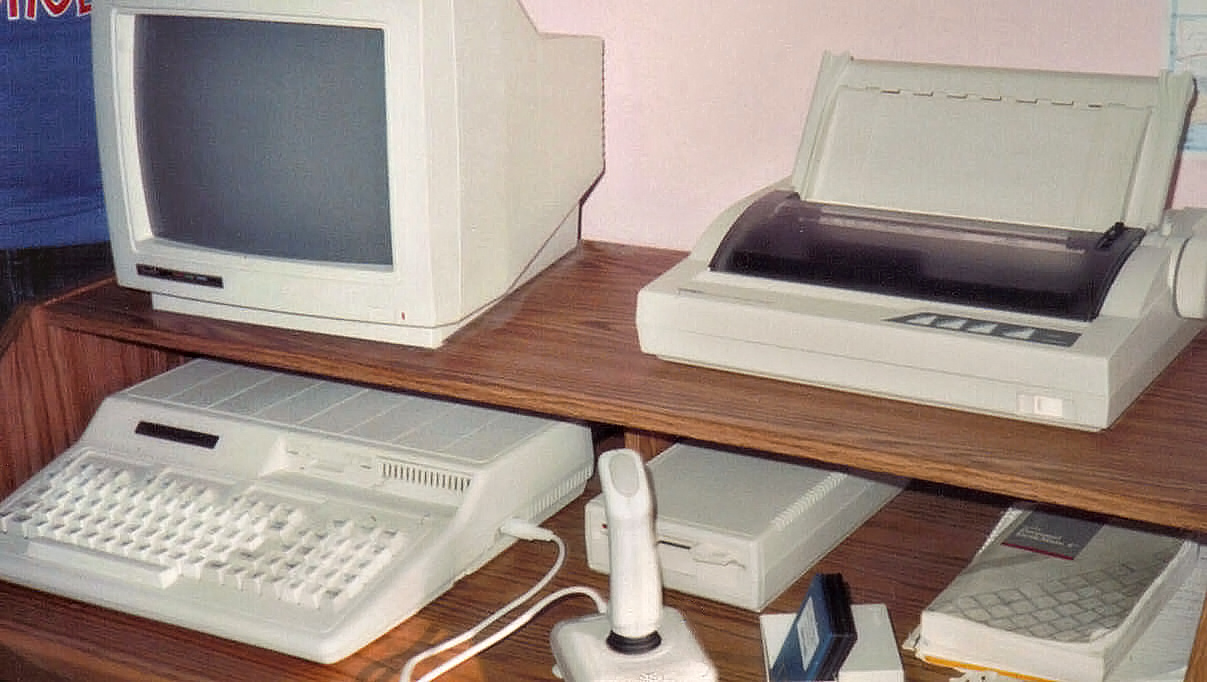
Комп'ютер Tandy 1000 HX, з Tandy RGB монітором, зовнішнім 5.25 дисководом, джойстиком, і принтером Tandy DMP-133.

Tandy 1000 (англ. Tandy 1000) — перший більш-менш сумісний з IBM PC комп'ютер з власною відеокартою. Вироблявся корпорацією Tandy і позиціонувався як домашній комп'ютер, реалізація відбувалася через мережу магазинів RadioShack. Відеокарта підтримувала відеорежими 320х200 при 16 кольорах і 640х200 при 4 кольорах, що вперше з'явилися в IBM PCjr, а вбудований звуковий контролер також був сумісний із синтезатором PCjr. Ці апаратні засоби стали відомі саме як Tandy Graphics і Tandy Sound, завдяки значно більшій популярності Tandy 1000, в порівнянні з PCjr.